# Uşak
Uşak és una ciutat de Turquia a la Regió de l'Egeu, amb una població de 180.414 habitants segons el cens del 2010 (124.356 al cens de 1997), capital de la província d'Uşak (al cens de 1997 la província apareix amb 311.754 habitants, per la qual cosa gairebé la meitat vivien a la capital). Es troba a 210 km d'Esmirna, i és el principal centre regional i el principal port. Fou la primera ciutat turca que va tenir una xarxa de subministrament elèctric.

## Història
A la ciutat i entorn s'han trobat restes hitites; diverses troballes han permès establir que hi van governar els frigis a la part oriental de la moderna província i els lidis a la part occidental (segle vii aC). El tresor de Karun, descobert per buscadors clandestins el 1965, que fou tret de Turquia i va reaparèixer anys després al Museu Metropolità de Nova York dona idea de l'alt grau de civilització d'aquests dos regnes. A la segona meitat del segle vi aC la regió va passar als perses aquemènides que la van dominar fins a l'arribada d'Alexandre el Gran. Després del període dels diàdocs i selèucides va passar al regne de Pèrgam i després als romans.
S'esmenta com a població del període clàssic amb el nom de Flaviòpolis. Va romandre sota domini romà i romà d'Orient fins al segle xii. A l'inici del segle xiv estava en mans de Germiyan. Amb aquest estat va passar als otomans i fou part del sandjak de Kutahiya; el 1530 fou centre d'un kada quan tenia 493 mascles adults i 11 mahalles o barris. Evliya Çelebi la va visitar al segle xvii. A la segona meitat del segle xviii fou centre d'un derebey anomenat Hajji Muradoğlu que cap al final del segle es va revoltar contra el govern central però va acabar destituït i executat. Vers 1890 Cuinet estimava la seva població en uns 13.000 habitants, un terç dels quals eren grecs o armenis. El Sal-name del 1906 diu que al wilayat de Khudawendigar hi havia 1532 artesans dels tapissos a la vila d'Uşak en la qual treballaven 6.928 persones. Durant la guerra greco-turca de 1919-1922 fou teatre de forts combats; ocupada pels grecs el 28 d'agost de 1920, allà (exactament al llogaret proper de Göğem que avui ja no existeix en haver estat cobert per les aigües d'un embassament) fou capturat el general Nikólaos Trikupis, el comandant en cap de les forces gregues (2 de setembre de 1922), l'endemà d'ocupar la ciutat; els grecs l'havien incendiat abans d'evacuar-la però fou restaurada. Uşak fou un districte de la província de Kütahya fins al 1953, quan es va crear la província d'Uşak de la que fou declarada capital.